# Alfredia acrobata
Alfredia acrobata is een soort uit de familie van de stelmuggen (Limoniidae). De wetenschappelijke naam van het insect werd voor het eerst geldig gepubliceerd door Mario Bezzi in 1918 en is een verwijzing naar de ontdekker, Alfredo Corti, een bergbeklimmer die in het hooggebergte van de Alpen insecten verzamelde voor de Italiaanse hoogleraar zoölogie Mario Bezzi.
Het insect is opmerkelijk omdat het slechts rudimentaire vleugels heeft.  De enige soort die in dit geslacht wordt geplaatst, Alfredia acrobata, leeft op grote hoogte (door Corti werd het eerste exemplaar gevonden op 3100 meter).
Het holotype van deze soort in de collectie van Bezzi is, tijdens een bombardement in de Tweede Wereldoorlog, verloren gegaan.